# Mon enfant, ma terre
Pour plus de détails, voir Fiche technique et Distribution.
Mon enfant, ma terre est un court métrage d'animation réalisé par Francine Desbiens en 1998 à l'Office national du film du Canada (ONF).
Ce film illustre une dénonciation de l'horreur des mines anti-personnels produites par les pays industrialisés et qui font d'innocentes victimes.

## Synopsis
En Occident, un ingénieur conçoit des mines anti-personnels le jour. Le soir, il retrouve sa famille et l'environnement sécurisant de son foyer. Pendant ce temps, des enfants en Asie jouent dans la cour de la ferme sous les yeux de leurs parents. Un des enfants poursuit une poule échappée de son enclos et qui l'entraîne dans une zone parsemée de mines anti-personnels où il ne devrait pas s'aventurer.

## Fiche technique
- Titre original : Mon enfant, ma terre
- Titre original (anglais) : My Child, My Land
- Réalisation : Francine Desbiens
- Scénario : Francine Desbiens
- Montage : Suzanne Allard
- Musique : Robert Marcel Lepage
- Production : Pierre Hébert, Office national du film du Canada
- Pays d'origine : Canada
- Langue originale : Français
- Format : Couleurs
- Genre : Cinéma d'animation
- Durée : 4 minutes
- Année de sortie : 1998